# 숙창원비
숙창원비 김씨(淑昌院妃 金氏, 생몰년 미상) 또는 숙비 김씨(淑妃 金氏)는 고려의 제25대 왕 충렬왕의 제3비이자 충선왕의 후궁이다. 충렬왕에 의해 숙창원비에, 충선왕에 의해 숙비에 봉해졌다.

## 생애

### 가계
본관은 언양이다. 김취려의 증손녀이며, 위위윤 김양감(金良鑑)의 딸로 자색(姿色)이 있었다. 언양군(彦陽君) 김문연과는 남매간이다.
어머니는 정주정씨(貞州鄭氏)로 태사 정준(鄭準)의 딸이고, 외조부는 중랑장 정장(鄭莊), 외증조부는 낭장 정문청(鄭文淸)이다. 남자 형제간으로는 김광계, 김광연, 김문연 등이 있고, 언니로는 조윤온, 종실 영인후 왕함, 신여성 등에게 출가한 이들이 있고, 여동생이 1명 더 있다. 초기의 삶은 알려진 바가 없다.

### 왕비 책봉
원래 김씨는 진사 최문(崔文)에게 시집을 갔다가 젊어서 과부가 된 여인이었다. 제국대장공주가 사망하고 충렬왕의 총애를 궁인 무비(無比)가 독차지하자, 당시 세자였던 충선왕이 무비를 죽이고 1297년(충렬왕 25년) 음력 8월 부왕의 마음을 풀어주기 위해 대신 바친 것이 김씨였다. 이는 동국통감 등에 전한다. 숙창원비가 입궁한 후 그녀의 오빠 김문연은 30세의 나이에 곧바로 정2품 첨의시랑찬성사에 올랐고, 숙창원비가 숙비로 진봉된 후에는 원나라 관직까지 얻었다. 한편 그녀가 과부라는 사실은, 당시 사회 풍습 및 이미 과부 출신의 왕비들이 있었던 점으로 볼 때 큰 문제가 되지 않았던 듯 하다.

### 충선왕의 왕비 시절
1308년(충선왕 복위년) 충렬왕이 사망한 후 그해 음력 10월 8일 충선왕이 김문연의 집에 행차하였는데, 이때 충선왕과 숙창원비가 오랜 시간을 함께 지냈다. 그리고 며칠 후인 음력 10월 24일, 마침내 충선왕은 숙창원비와 정을 통하고 그녀를 숙비(淑妃)로 진봉시켰다. 한편 이 일이 있자 당시 감찰규정 우탁이 왕이 부왕의 후궁과 관계를 가진 것을 두고 도저히 있을 수 없는 일이라고 여기며, 도끼를 메고 궁으로 들어가 상소를 올리는 지부상소(持斧上疏)를 올리기도 하였다. 다만 당시 몽고에는 부왕이 사망할 경우 모후를 제외한 부왕의 후궁들을 그 아들이 취하는 풍습이 있었는데, 충선왕은 이러한 풍습을 따라 그녀를 취했을 것으로 추측하기도 한다.
그녀는 충선왕의 후궁이 된 후 며칠 밤을 왕에게 교태와 아양을 부렸고, 충선왕은 이에 혹하여 정사를 중단하고 마침내 팔관회까지 중지시켰다. 또 충선왕이 원나라의 황후의 총애를 받을 때, 원나라 황후에게 청하여 그녀에게 몽고 고유의 머리 장식인 고고를 선물하게 하였다. 그녀가 고고를 쓰고 원나라 사신을 맞이하여 연회를 열자 재추 이하가 그녀에게 폐백을 바치고 축하를 하였다. 또 그녀는 어머니상을 당했을 때에도 연회를 열었는데 이 연회에는 재상들이 참여하였고, 그녀가 은자원에서 법회를 열 때에도 재상들이 참여하였다. 또 평소 그녀가 입고 다니던 의복 등은 공주와 비교하여 전혀 다를 바가 없었다.
그녀는 충선왕의 제6비 순비 허씨와 사이가 좋지 않았다. 순비도 숙창원비와 마찬가지로 원나라에서 고고를 받았는데, 이때 고고를 받은 것을 축하하는 연회가 열리자 숙창원비와 순비는 각자 자신의 옷을 뽐내기 위해 연회장에서 5번이나 옷을 갈아입기도 하였다.
1312년(충선왕 4년) 음력 7월 충선왕은 삼현에 그녀의 집을 짓게 하였으며, 1325년(충숙왕 12년) 음력 7월 26일 원나라에서 사망한 충선왕의 시신이 고려로 들어왔을 때에는 그 빈소를 숙비궁에 차리기도 하였다.
한편 숙비의 친척 중에는 계림군으로 봉해진 김혼이 있었는데, 김혼은 원래 원종의 제1비이자 충렬왕의 모후인 순경태후와 사촌인데다가 숙창원비의 친척인 관계로 왕의 총애를 받았다. 특히 김혼은 숙비 덕분에 여러 관직에 제수되었는데, 정작 관직에 있으면서는 아무런 공적도 세우지 않으면서 오로지 자신이 먹는 음식과 옷에만 신경을 쓰고 그 사치스러움이 심했다고 전해진다.

### 사망과 후손
이후 그녀의 행적에 대한 기록이나 생몰년, 능에 대한 기록은 남아있는 것이 없다. 자녀는 없었다. 시호는 숙창원비(淑昌院妃)이다.

## 기타
- 불화 《수월관음도》중 숙창원비가 발원한 작품이 있다.[14]
- 충선왕의 제6비 순비 허씨 역시 과부였으며, 그녀는 왕비가 되기 전 이미 3남 4녀를 낳은 상태였다.[10] 그밖에 성종의 제1비 문덕왕후도 과부였다가 왕비가 되었다.

## 가족 관계
- 증조부: 김취려(金就礪, 1172~1234[3]), 시중(侍中)
- 조부:김전(金佺), 태부(太傅)
  - 아버지: 김양감(金良鑑, 생몰년 미상), 첨의중호(僉議中護)
  - 어머니: 정주 정씨(貞州 鄭氏) - 태사 정준(鄭準)의 딸
    - 오빠: 김광계(金光啓)
    - 오빠: 김광연(金光衍)
    - 오빠: 김문연(金文衍, ?~1314)
    - 첫 번째 남편: 최문(崔文, 생몰년 미상)
    - 두 번째 남편: 충렬왕(忠烈王, 1236~1308, 재위:1274~1298, 1298~1308)
    - 세 번째 남편: 충선왕(忠宣王, 1275~1325, 재위:1298, 1308~1313)